# 石簡
石簡（1487年—1551年），字廉伯，號玉溪，浙江台州府寧海縣人，軍籍，明朝政治人物。

## 生平
正德十四年（1519年）浙江鄉試第十五名舉人，嘉靖二年（1523年）中式癸未科會試第三百五十三名，三甲第五十六名進士。初授江西馀干县知县，嘉靖七年升南京兵部武选司郎中，升任北京刑部陕西司郎中，改南京吏部文选司郎中，嘉靖十一年八月升广东高州府知府，十四年八月调任直隶安庆府，十七年二月升云南兵备副使，二十年五月升云南右参政，二十二年六月转湖广按察使，未几升贵州左布政使，以病乞休，奉旨致仕。嘉靖二十八年巡按浙江御史裴绅举荐，起补山东左布政使，二十九年十月升都察院右副都御史、巡抚云南，三十年四月征剿云南元江府土舍那鉴时，因左布政使徐樾被杀，被禠职闲住，不久去世。

## 家族
曾祖石京；祖父石珤，教授；父石彬，訓導。母潘氏。永感下。弟石箮、石篪、石節、石籥、石笸。